# It's a Wonderful World (1939)
It’s a Wonderful World is een Amerikaanse filmkomedie uit 1939 onder regie van W.S. Van Dyke. Destijds werd de film in Nederland uitgebracht onder de titel ’t Is een wonderlijke wereld.

## Verhaal
De privédetective Guy Johnson krijgt de opdracht om de pas getrouwde miljonair Willie Heyward te schaduwen. Op een dag vindt hij de dronken miljonair met een pistool naast het lijk van zijn ex-vriendin Dolores Gonzales. Johnson gelooft stellig dat Heyward in de val is gelokt. Heyward wordt gearresteerd en Johnson wordt verdacht van medeplichtigheid.

## Rolverdeling
| Acteur            | Personage            |
| ----------------- | -------------------- |
| Claudette Colbert | Edwina Corday        |
| James Stewart     | Guy Johnson          |
| Guy Kibbee        | Fred Streeter        |
| Nat Pendleton     | Fred Koretz          |
| Frances Drake     | Vivian Tarbel        |
| Edgar Kennedy     | Inspecteur Miller    |
| Ernest Truex      | Willie Heyward       |
| Richard Carle     | Majoor Willoughby    |
| Cecilia Callejo   | Dolores Gonzales     |
| Sidney Blackmer   | Al Mallon            |
| Andy Clyde        | Gimpy                |
| Cliff Clark       | Commissaris Haggerty |
| Cecil Cunningham  | Mevrouw Chambers     |
| Leonard Kibrick   | Herman Plotka        |
| Hans Conried      | Delmonico            |
| Grady Sutton      | Lupton Peabody       |